# Jenón de Hermíone
Jenón (en griego: Ξενων) fue el último tirano de la antigua ciudad griega de Hermíone. En el año 229 a. C., Arato de Sición le convenció para que abandonara su cargo y permitiera que su ciudad se uniera a la Liga Aquea.
Por la misma época, el poeta Cercidas de Megalópolis escribió un poema sobre un «codicioso cormorán ricachón, ese Jenón descontrolado de dulce aroma», pero es imposible establecer si se refería a la misma persona.